# Cornelis Eliza van Koetsveld

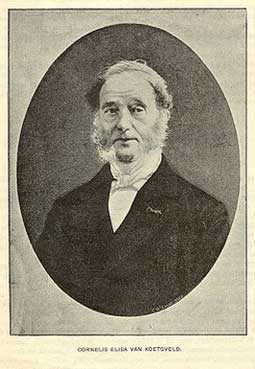
Van Koetsveld in een prent van F. Wylands

Cornelis Eliza  (of Elisa) van Koetsveld (Rotterdam, 24 mei 1807 - Den Haag, 4 november 1893) was een Nederlands schrijver en predikant. Zijn naam wordt in historisch-pedagogische geschriften vaak genoemd in verband met speciaal onderwijs en opvoeding.

## Leven
Van Koetsveld studeerde theologie aan de Universiteit van Leiden. In 1830 werd hij predikant in Westmaas, daarna in Berkel en Rodenrijs en Schoonhoven en ten slotte in Den Haag en uiteindelijk in 1878 werd hij hofprediker. De Groningse hogeschool schonk hem een doctorstitel.
Op 12 oktober 1880 doopte hij de latere koningin Wilhelmina der Nederlanden in de Haagse Willemskerk. Op 4 december 1890 leidde hij de rouwdienst voor koning Willem III der Nederlanden in de Nieuwe Kerk in Delft.
Dominee Cornelis van Koetsveld was eveneens de oprichter van de eerste school voor speciaal onderwijs in Nederland. Zijn 'Haagse Idiotenschool' werd in 1855 opgericht en in 1920 opgeheven. Van Koetsveld heeft zodoende een belangrijke rol vervuld voor de ontwikkeling van de zwakzinnigenzorg, het speciaal onderwijs en de orthopedagogiek. Het bijzondere aan zijn werk en geschriften over de zwakzinnige kinderen was gebaseerd op zijn overtuiging dat deze kinderen voor ontwikkeling vatbaar zijn.

## Werk
Zijn belangrijkste werk is Schetsen uit de pastorij te Mastland (1843), een boek dat op zowel humoristische als realistische wijze een beeld geeft van het leven in een afgelegen dorp in de eerste helft van de negentiende eeuw. Zijn latere werk is duidelijk geïnspireerd door dat van Charles Dickens, en schetst de sociale nood in achterstandswijken van de grote steden.